# Kibbe

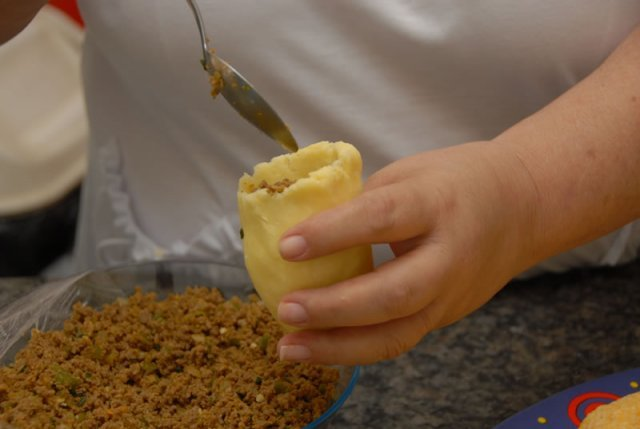
Rellenando las pelotas de kibbe.

El kibbe es una fritura rellena que se compone de carne picada, bulgur y especias. Se caracteriza por su forma ovoidal acabada en dos extremos puntiagudos. Este aperitivo tiene origen en varios países de Asia occidental, como Líbano o Siria donde se considera el plato nacional, y debido a la inmigración, la preparación se ha extendido a varios países de América. 

## Denominaciones regionales
- En los países de habla árabe, كِبَّة kibba o كُبَّة kubba. En el árabe shami, kibbe. En el árabe hiyazí kubba.
- En Armenia, իշլի քյուֆթա išli kʿyuftʿa
- En Turquía, içli köfte
- En Israel, קובה kuba o kube
- En Chipre, κούπα koúpa
- En República Dominicana, quipe
- En la península de Yucatán, México, kibe o kivi[3]
- En Caribe Colombiano, quibbe
- En Argentina, keppe o kippi
- En Brasil, quibe
- En Bolivia, kippe o kibbe

El relleno del kibbe consiste en carne de cordero o res y cebolla picados. Se le suelen añadir condimentos como canela, mejorana, pimienta y piñones. La masa que lo envuelve se compone también de carne picada, mezclada con bulgur que es trigo molido y semicocido. Se forman las pelotas, se fríen en abundante aceite y se sirven junto con una salsa de yogur o de tahina.

## Oriente Próximo

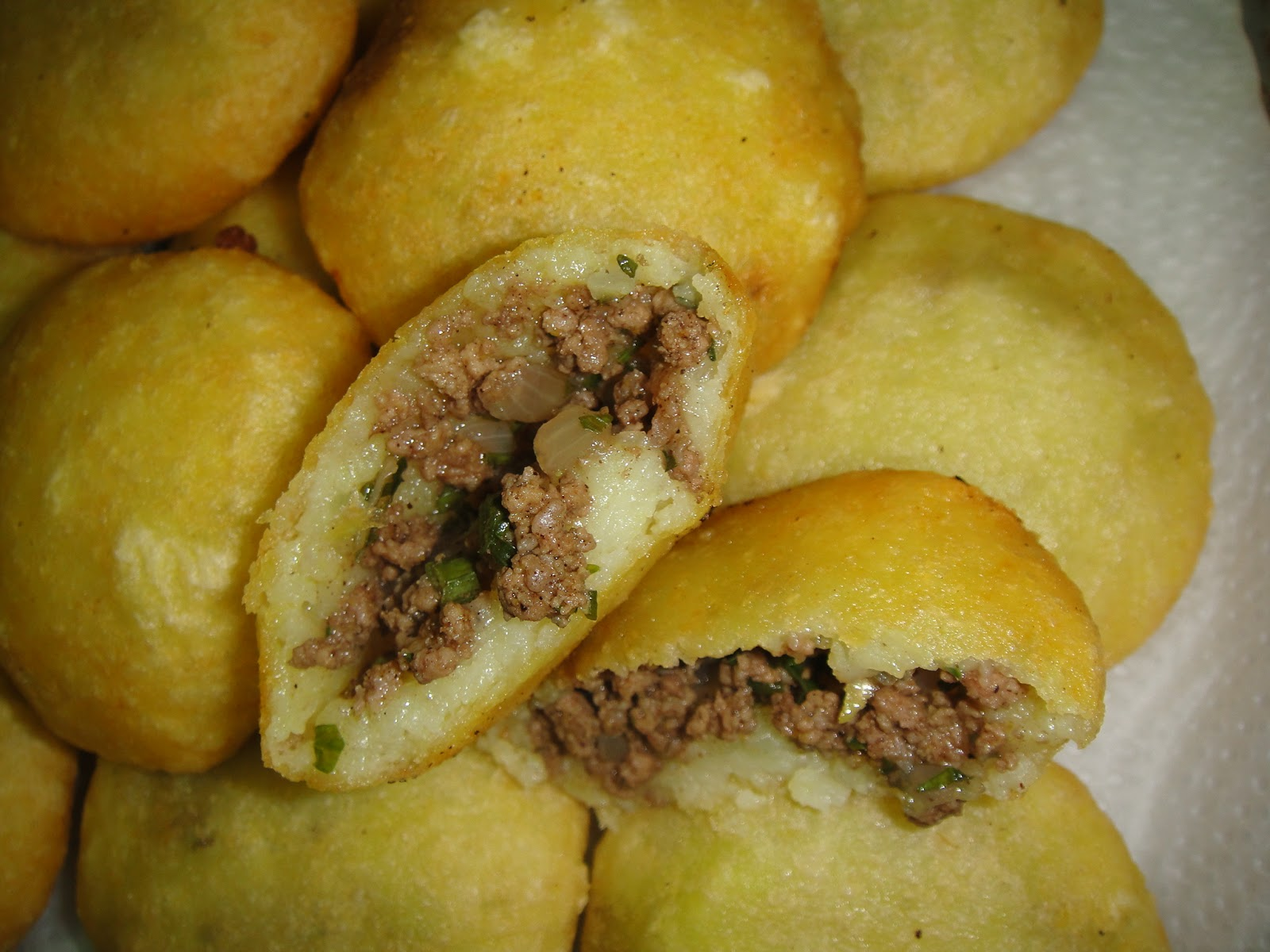
Kibbeh iraquí, también llamado Kubbah.

El kibbe se asocia a las cocinas levantinas, es decir, Líbano, Siria, Jordania, Israel y Palestina, aunque se ha extendido a otros países del área como Turquía, Chipre, Iraq y los países del Golfo. Algunas variantes que encontramos de kibbe son:
- El más común es el كبة مقلية kibbe maqlíe, es decir, el ‘kibbe frito’, que es la mencionada anteriormente y la que más se ha difundido. La fritura le proporciona una especie de «coraza» crujiente al alimento.
- El كبة نيئة kibbe nayye, literalmente ‘kibbe crudo’ se sirve con carne y una mezcla de bulgur, sin la costra y es servido crudo (denominado kibbe nayye), es muy similar al filete tártaro. Este plato es tradicional en Siria, Líbano, Israel y Palestina, y es acompañado generalmente con arak. En el Líbano es muy común hacer el kibbe con carne cruda fresca.
- El كبة لبنية kibbe labne, o ‘kibbe con yogur’ es una variante en la que las pelotillas se guisan en una salsa de yogur
- El كبة حلبية kibbe halabí o ‘kibbe alepino’ pues la ciudad de Alepo es una de las que cuenta con mayor tradición de este alimento. Elaborada con arroz para que quede más crujiente al freír.
- El Kubbat Mawsil otra variación iraquí procedente originariamente de Mosul, se emplea una costra de pasta de bulgur cuya forma es plana y algo redondeada, como un disco.

## América

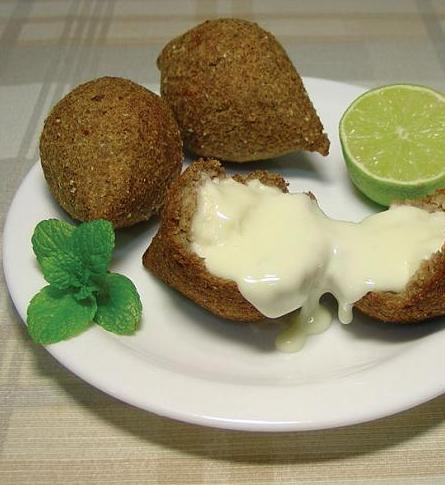
Quibbe

Gracias a la inmigración de sirios y libaneses en el Caribe Colombiano, Argentina, Brasil, Panamá, México, Ecuador y Venezuela, entre otros países de Iberoamérica, comparte popularidad con otros platos de Oriente Próximo como el sfiha (esfiha), el hummus, la tahina, el arroz de almendras y el tabule. 

### Argentina
Llamado Kebbe, Kippe o Kepi. Se lo prepara con los ingredientes tradicionales de la zona del Levante con carne fresca (generalmente de res), trigo burgol fino, cebolla, ralladura de naranja, hierba buena y especias a gusto como baharat, pimienta, pimentón, sal.
Es consumido de la manera tradicional libanesa, mayoritariamente crudo o cocido; acompañado generalmente de Tabuleh y Pan Pita.

### Bolivia
Denominado kippe o kibbi, también se lo prepara sin relleno; es habitual consumirlo crudo.

### Colombia
Se denomina quibbe y está arraigado en el Caribe Colombiano en poblaciones como Barranquilla, El Carmen de Bolívar, Montería, Sincelejo, Lorica y Maicao. Se consume frito en forma de zepelín relleno de una mezcla que lleva carne molida de res, trigo molido remojado, cebolla, sal, hierbabuena y pimienta árabe. La mezcla también se come cruda bañada en aceite de oliva. Se consiguen en restaurantes, cafeterías, fruteras y fritangas. También se pueden comprar en supermercados, empacados y congelados, listos para freír; esta presentación se consume principalmente como entremés, especialmente en fiestas y celebraciones sociales, y se acompaña con alguna bebida o con otros entremeses de la región como deditos, empanadas, caribañolas, hayacas, entre otros, o con otros platillos de Oriente Próximo como pan árabe, arroz de almendra, hummus, indios, hojas de parra rellenas y tabule.

### México
Se conoce como kibi, kepi, kipe o kepe. En la península de Yucatán son preparados con trigo y carne de res molidos y comúnmente vendidos en las calles por vendedores ambulantes quienes los rellenan con alguna ensalada a base de repollo, cebolla morada, cochinita pibil, chile habanero, naranja agria e incluso queso de bola.
En algunas partes de  México se prepara con los mismos ingredientes, solo su preparación varía al ser horneado. En la elaboración se utiliza como base una mezcla del trigo con la carne cruda molida, seguido por una capa de relleno (carne molida frita, uvas pasas, piñones, nueces, etcétera), y cubierto por una capa final de la mezcla ce trigo con carne cruda. Se cubre con aceite de oliva y se introduce al horno por aproximadamente 40 minutos o hasta que quede dorado.
Se acostumbra acompañar con tabule, y arroz blanco con fideo. Al servirse se puede cubrir con un poco de yogur.
En Puerto Progreso, México, el "kibi" es preparado dentro de un pan, a manera de torta, servido con ensalada de repollo. Para este tipo específico de kibi, ingredientes como el queso de "bola" (Edam), carne molida, chorizo, camarón, entre otros se usan alternativamente en la preparación.

### República Dominicana
Son muy populares y existen múltiples restaurantes que expenden los kibbeh o "quipes", como popularmente se les llama, los cuales vienen con el relleno de diferentes tipos de carnes como res y pollo, y en algunas versiones también se les añaden pasas, queso agrio, acá estacionada o chipaco.